# La Forêt-du-Temple
La Forêt-du-Temple är en kommun i departementet Creuse i regionen Nouvelle-Aquitaine i de centrala delarna av Frankrike. Kommunen ligger i kantonen Bonnat som tillhör arrondissementet Guéret. År 2022 hade La Forêt-du-Temple 143 invånare.

## Befolkningsutveckling
Antalet invånare i kommunen La Forêt-du-Temple
Referens:INSEE